# Zlatoidská hora
Zlatoidská hora (1232 m n.p.m.) – szczyt w Paśmie Kojszowskiej Hali w Górach Wołowskich w Łańcuchu Rudaw Słowackich we wschodniej Słowacji. Jest drugim pod względem wysokości szczytem tej grupy.

## Położenie
Szczyt wznosi się w centralnej części grupy, w głównym grzbiecie Gór Wołowskich. W szczycie tym główny grzbiet załamuje się, zmieniając kierunek z pd.-zach. - pn.-wsch. na pn.-zach. - pd.-wsch. W kierunku pn.-wsch. od Zlatoidskéj hory odchodzi boczny grzbiet, w którym (w odległości ok. 1300 m) wznosi się najwyższy szczyt tej grupy – Kojszowska Hala.

## Charakterystyka
Kopuła szczytowa o kształcie bochna, wydłużonego w kierunku wschód – zachód. Od strony pn.-wsch. od Kojszowskiej Hali oddziela ją płytkie, szerokie siodło (1170 m n.p.m.). W kierunku pd.-wsch. grzbiet opada w szerokie siodło przed rozbudowanym masywem szczytu Okrúhla (1088 m n.p.m.), natomiast w kierunku pd.-zach. łagodnie obniża się w stronę niewybitnego szczytu Biely kameň (1134 m n.p.m.). Stoki słabo rozczłonkowane, pd. opadają ku dolinie źródlisk Idy, północne – do dolinki potoku Tokáreň (dorzecze Hnilca).
Wierzchołek zarośnięty lasem świerkowym, na pn. i wsch. stokach kopuły szczytowej fragmenty polan. Na pn. stokach aktualnie (2019 r.) liczne wiatrołomy, wywroty drzew i wyręby. Wzdłuż grzbietu, biegnącego w stronę szczytu Biely kameň, na powierzchni ok. 10 ha, pozostałości sadzonego ok. 1910 r. gaju limbowego.

## Zagospodarowanie
Na szczycie znajduje się maszt przekaźnika telekomunikacyjnego. Fragmenty polan na pn. i wsch. zboczach kopuły szczytowej, połączone przecinkami, wykorzystane przez kilka mniejszych narciarskich wyciągów orczykowych. U pn. podstawy kopuły szczytowej, na wysokości 1046 m n.p.m., górski hotel „Erika”, do którego dojazd poprowadzony jest pd. stokami góry ze Złotej Idki.

## Turystyka
Szczyt Zlatoidskéj hory nie jest odwiedzany przez turystów. Drogą wzdłuż północnej podstawy kopuły szczytowej oraz jej wsch. stokami biegnie kilka znakowanych szlaków turystycznych, w tym najdłuższy szlak słowackich gór – czerwono  znakowana Cesta hrdinov SNP.